# Nicholas Müller

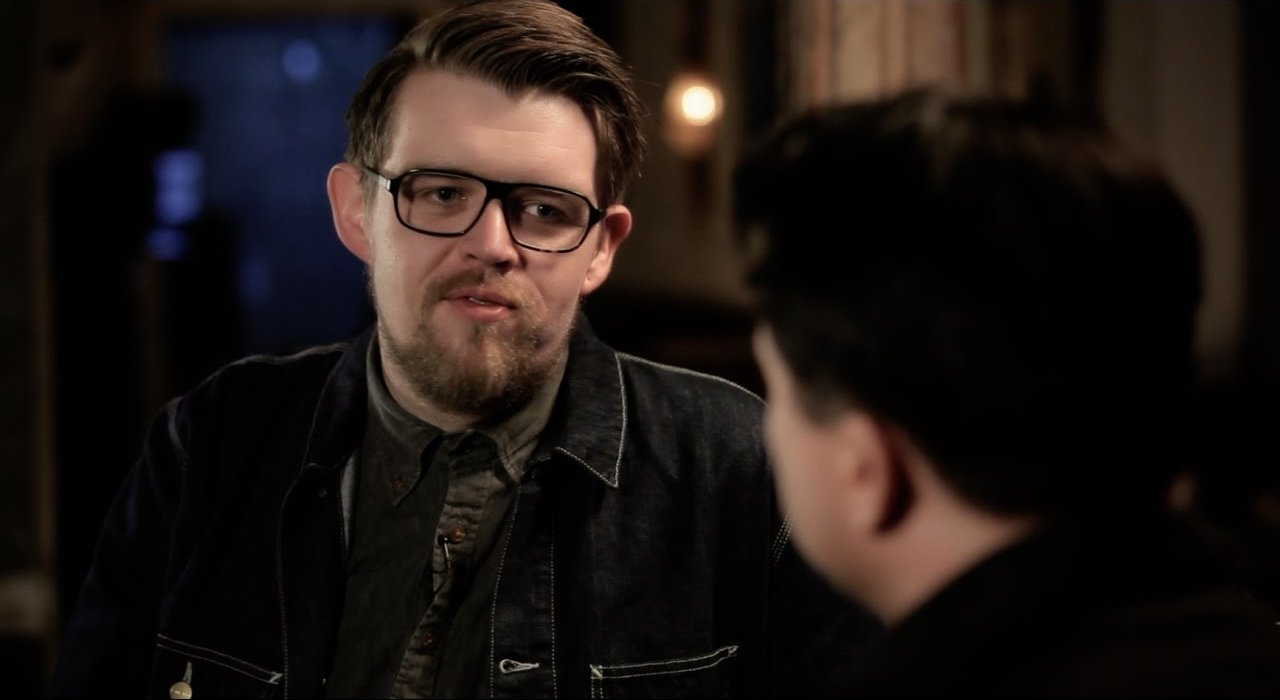
Nicholas Müller im Gespräch mit Freunde fürs Leben e.V. (2016)

Nicholas Müller (* 19. Oktober 1981 in Prüm) ist ein deutscher Musiker und Schriftsteller. Bekannt wurde er als Sänger der Band Jupiter Jones.

## Leben und musikalischer Werdegang
Müller wuchs in dem nahe der luxemburgischen Grenze gelegenen Dorf Daleiden in der Eifel auf, in dem er auch die Grundschule besuchte. Seine weitere Schullaufbahn am Vinzenz-von-Paul-Gymnasium in Niederprüm endete vorzeitig mit einem Schulverweis, worauf er auf Drängen seiner Eltern in die Hauptschule nach Daleiden wechselte. Nach erfolgreich abgelegter Mittlerer Reife begann Müller eine Ausbildung zum Erzieher in einer Jugendbildungsstätte.
Mit 15 Jahren gründete er zusammen mit einigen Freunden seine erste Band Inner Logic, in der er englische Texte sang und „versuchte, wie Eddie Vedder zu singen“. Im Herbst 2002 traf er auf einer Gartenparty den Gitarristen Sascha Eigner, mit dem er bald darauf Jupiter Jones gründete. Statt auf Englisch sang und textete er fortan in deutscher Sprache. 

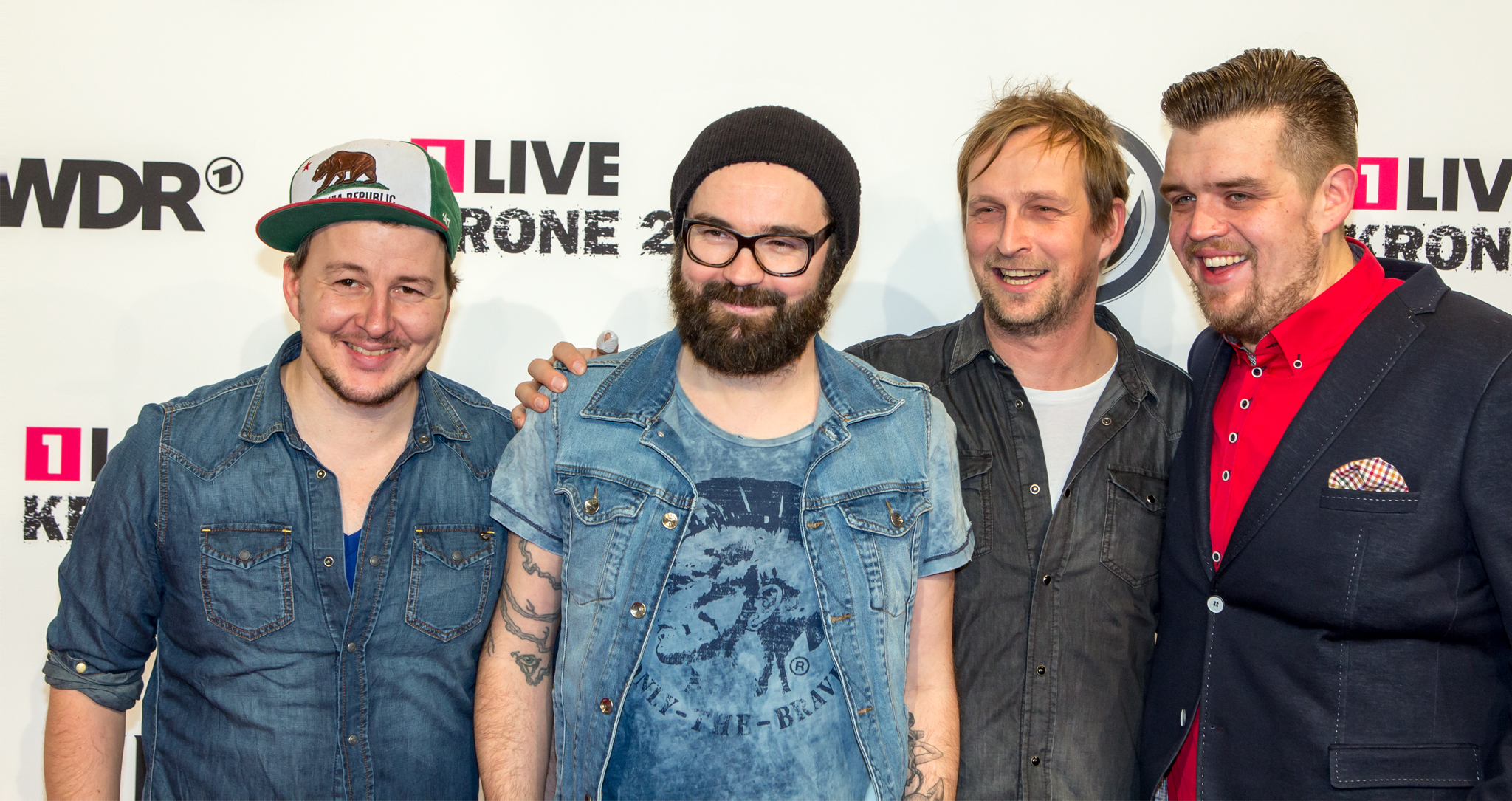
Müller (rechts) mit Jupiter Jones (2013)

2006 erkrankte Müller an einer Angststörung, die ihn schließlich 2014 zwang, Jupiter Jones auf dem Höhepunkt ihres Erfolges zu verlassen. Nach einer erfolgreichen Therapie tat er sich 2015 mit Tobias Schmitz zur Band von Brücken zusammen, die noch im gleichen Jahr ihr Debütalbum Weit weg von fertig veröffentlichte, das sich in den deutschen Charts platzierte.
Seinen am Ende erfolgreichen Kampf gegen seine Erkrankung thematisierte Müller in dem autobiografischen Buch Ich bin mal eben wieder tot, das im Oktober 2017 erschien. Es wurde zum Spiegel-Bestseller. Müller fand sich bereit, als Schirmherr des gemeinnützigen Vereins Deutsche Angstselbsthilfe beständig in der Öffentlichkeit für die Entkrampfung der Menschen gegenüber der Angststörung aufzutreten.
Nachdem sich von Brücken 2019 aufgelöst hatte und Müllers ehemalige Band Jupiter Jones sich bereits 2018 zwischenzeitlich aufgelöst hatte, gab er im Januar 2021 zusammen mit Sascha Eigner, dem langjährigen Gitarristen und Mitgründer der Band, bekannt, dass sie beide gemeinsam zukünftig wieder als Jupiter Jones auftreten und Lieder veröffentlichen werden. Seit dieser Neugründung besteht die Band somit nur noch aus zwei Mitgliedern und wird lediglich für Live-Auftritte durch befreundete Musiker unterstützt.
Nicholas Müller lebt seit langem in der westfälischen Universitätsstadt Münster. Er ist Vater einer Tochter.

## Diskografie

### MitHeisterkamp
- 2010: Schweren Herzens Popmusik

## Hörspiele
- 2022: Die drei ??? und die silberne Spinne (gelesen von Nicholas Müller)
- 2014: Die drei ??? GPS-Gangster (als Josh Reilly)
- 2010 (zusammen mit Jupiter Jones): Die drei !!! Popstar in Not (als Nick Voss)[11]

## Buchveröffentlichungen
- mit Hubert vom Venn: Kühe schubsen: Briefe in und aus der Eifel. Rhein-Mosel-Verlag, Zell/Mosel 2015, ISBN 978-3898010795
- Ich bin mal eben wieder tot. Wie ich lernte, mit Angst zu leben. Knaur Taschenbuch, München 2017, ISBN 978-3-426-78918-6